# Hilltown (Down)
Hilltown (Baile Hill in gaelico irlandese) è un villaggio dell'Irlanda del Nord, situato nella contea di Down.